# Merab Dvalishvili
Merab Dvalishvili (in georgiano მერაბ დვალიშვილი?; Tbilisi, 10 gennaio 1991) è un artista marziale misto georgiano.
Combatte nella categoria dei pesi gallo per la promozione statunitense UFC, dove è l’attuale campione di categoria. È al terzo posto della classifica maschile pound for pound.

## Risultati nelle arti marziali miste
| Risultato | Record | Avversario         | Metodo                            | Evento                                     | Data              | Round | Tempo | Città                       | Note                                                       |
| --------- | ------ | ------------------ | --------------------------------- | ------------------------------------------ | ----------------- | ----- | ----- | --------------------------- | ---------------------------------------------------------- |
| Vittoria  | 20-4   | Sean O'Malley      | Sottomissione (north-south choke) | UFC 316                                    | 8 giugno 2025     | 3     | 4:42  | Newark, Stati Uniti         | Difende il titolo pesi gallo UFC Performance of the Night. |
| Vittoria  | 19-4   | Umar Nurmagomedov  | Decisione (unanime)               | UFC 311                                    | 18 gennaio 2025   | 5     | 5:00  | Inglewood, Stati Uniti      | Difende il titolo pesi gallo UFC Fight of the Night.       |
| Vittoria  | 18-4   | Sean O'Malley      | Decisione (unanime)               | UFC 306                                    | 14 settembre 2024 | 5     | 5:00  | Las Vegas, Stati Uniti      | Vince il titolo pesi gallo UFC.                            |
| Vittoria  | 17-4   | Henry Cejudo       | Decisione (unanime)               | UFC 298                                    | 17 febbraio 2024  | 3     | 5:00  | Anaheim, Stati Uniti        |                                                            |
| Vittoria  | 16-4   | Petr Yan           | Decisione (unanime)               | UFC Fight Night: Yan vs. Dvalishvili       | 11 marzo 2023     | 5     | 5:00  | Las Vegas, Stati Uniti      |                                                            |
| Vittoria  | 15-4   | José Aldo          | Decisione (unanime)               | UFC 278                                    | 20 agosto 2022    | 3     | 5:00  | Salt Lake City, Stati Uniti |                                                            |
| Vittoria  | 14-4   | Marlon Moraes      | KO tecnico (pugni)                | UFC 266                                    | 25 settembre 2021 | 2     | 4:25  | Las Vegas, Stati Uniti      | Performance of the Night                                   |
| Vittoria  | 13-4   | Cody Stamann       | Decisione (unanime)               | UFC on ESPN: Reyes vs. Procházka           | 1 maggio 2021     | 3     | 5:00  | Las Vegas, Stati Uniti      |                                                            |
| Vittoria  | 12-4   | John Dodson        | Decisione (unanime)               | UFC 252                                    | 15 agosto 2020    | 3     | 5:00  | Las Vegas, Stati Uniti      |                                                            |
| Vittoria  | 11-4   | Gustavo Lopez      | Decisione (unanime)               | UFC on ESPN: Eye vs. Calvillo              | 13 giugno 2020    | 3     | 5:00  | Las Vegas, Stati Uniti      | Incontro catchweight (140 lbs)                             |
| Vittoria  | 10-4   | Casey Kenney       | Decisione (unanime)               | UFC Fight Night: Anderson vs. Błachowicz 2 | 15 febbraio 2020  | 3     | 5:00  | Rio Rancho, Stati Uniti     |                                                            |
| Vittoria  | 9-4    | Brad Katona        | Decisione (unanime)               | UFC Fight Night: Iaquinta vs. Cowboy       | 4 maggio 2019     | 3     | 5:00  | Ottawa, Stati Uniti         |                                                            |
| Vittoria  | 8-4    | Terrion Ware       | Decisione (unanime)               | UFC Fight Night: Hunt vs. Oleinik          | 15 settembre 2018 | 3     | 5:00  | Mosca, Russia               |                                                            |
| Sconfitta | 7-4    | Ricky Simón        | Sottomissione (ghigliottina)      | UFC Fight Night: Barboza vs. Lee           | 21 aprile 2018    | 3     | 5:00  | Atlantic City, Stati Uniti  | Fight of the Night                                         |
| Sconfitta | 7-3    | Frankie Saenz      | Decisione (non unanime)           | UFC Fight Night: Swanson vs. Ortega        | 9 dicembre 2017   | 3     | 5:00  | Fresno, Stati Uniti         |                                                            |
| Vittoria  | 7-2    | Raufeon Stots      | KO (pugno girato)                 | Ring of Combat 59                          | 2 giugno 2017     | 1     | 0:17  | Atlantic City, Stati Uniti  | Difende il titolo dei pesi gallo Ring of Combat            |
| Vittoria  | 6-2    | Sukhrob Aydarbekov | Sottomissione (armbar)            | Ring of Combat 58                          | 24 febbraio 2017  | 2     | N/A   | Atlantic City, Stati Uniti  | Vince il titolo vacante dei pesi gallo Ring of Combat      |
| Vittoria  | 5-2    | Tony Gravely       | Decisione (non unanime)           | Ring of Combat 57                          | 18 novembre 2016  | 3     | 5:00  | Atlantic City, Stati Uniti  |                                                            |
| Vittoria  | 4-2    | Paul Grant         | Decisione (unanime)               | Ring of Combat 56                          | 23 settembre 2016 | 3     | 4:00  | Atlantic City, Stati Uniti  | Ritorno nei pesi gallo                                     |
| Vittoria  | 3-2    | Matt Tullos        | Decisione (unanime)               | CES MMA 36                                 | 10 giugno 2016    | 3     | 5:00  | Lincoln, Stati Uniti        | Debutto nei pesi piuma                                     |
| Vittoria  | 2-2    | Geoffrey Then      | Decisione (unanime)               | CES MMA 34                                 | 1 aprile 2016     | 3     | 5:00  | Mashantucket, Stati Uniti   |                                                            |
| Sconfitta | 1-2    | Ricky Bandejas     | Decisione (unanime)               | CFFC 43                                    | 1 novembre 2014   | 3     | 5:00  | Atlantic City, Stati Uniti  |                                                            |
| Vittoria  | 1-1    | Dennis Dombrow     | KO tecnico (pugni)                | Ring of Combat 49                          | 19 settembre 2014 | 3     | 0:50  | Atlantic City, Stati Uniti  |                                                            |
| Sconfitta | 0-1    | Darren Mima        | Decisione (maggioranza)           | Ring of Combat 47                          | 24 gennaio 2014   | 3     | 4:00  | Atlantic City, Stati Uniti  | Debutto nei pesi gallo                                     |